# Судбище
Судбище (Сторожевая) — село в Новодеревеньковском районе Орловской области России. Населённый пункт воинской доблести (20.07.2021).
Административный центр Судбищенского сельского поселения в рамках организации местного самоуправления и центр Судбищенского сельсовета в рамках административно-территориального устройства.

## История
Топоним Судбищи впервые упомянут в 1555 году в Никоновской летописи в связи с походом воеводы Ивана Шереметева по Муравскому шляху и последующему сражении при Судбищах.
Судбищенская позиция была одной из ключевых на Муравском шляхе и отличалась семью преимуществами:
1. Перекресток трех дорог. Новосильской и Муравского шляха.
2. Ворота между реками.
3. Сочетание петли сакмы и шляха.
4. Сочетание крепкого и не крепких мест.
5. Оревская проблема обходить или форсировать реку преграду.
6. Поганое место — стоянка перед битвой.
В 1555 году у села Судбищи произошла Судбищенская битва русского войска и крымскотатарского войска во главе с ханом Давлет-Гиреем, в котором крымцы были разбиты.
Административно входило в состав Судбищенской волости Новосильского уезда Тульской губернии (с 1777 года).
В 1995 году рядом с селом был создан мемориал Судбищенской битвы, инициатор Лазарев Григорий Григорьевич (журналист, краевед, заслуженный работник культуры) уроженец деревни Горки (Безобразовка). Сооружал его коллектив Орловского СНРП «Реставрация». Памятник поставили на перекрёстке дорог. Со всех сторон видны две каменные фигуры казаков, надёжно заслонивших Московские кремлёвские стены. Доступ к ним декорирован большими камнями, собранными на местных полях. На стене «Кремля» укреплены мраморные плиты с кратким текстом, повествующим о средневековом сражении.
В 2005 году к 450-летию битвы была построена часовня и открыт новый Дом культуры. Работают кинолекторий, вокальные кружки, изостудия.
В 1946—1956 годах Судбище было центром Судбищенского района.

## Население
| 1857 | 1859  | 1915 | 2002 | 2010 |
| ---- | ----- | ---- | ---- | ---- |
| 935  | ↗1177 | ↘835 | ↘462 | ↘380 |

## Известные уроженцы
- Дементьев, Иван Андреевич — Герой Советского Союза.
- Дементьев, Василий Алексеевич — советский географ, кандидат географических наук.
- Дементьев, Владимир Тимофеевич — советский военный деятель, политработник, член Военного совета, генерал-полковник.